# Благой Милушев
Благой Иванов Милушев е български изобретател и рационализатор в областта на мебелното производство.

## Биография
Роден е в 1906 година в българския южномакедонски град Кукуш, тогава в Османската империя, днес Килкис, Гърция. След унищожаването на града по време на Междусъюзническата война семейството му се отправя към България. Като бежанци живеят в мизерия и той от най-ранни години работи в различни работилници. Завършва само първи прогимназиален клас, но проявява силна наблюдателност и вродена техническа мисъл.
Изобретява първата в България машина за типлене, изключително труден ръчен процес при производството на мебели (около 1948 – 1949 година). Тя напомня обикновените бормашини, но специална трансмисионна система задвижва едновременно шест свредела. Автор е и на други рационализации в мебелното производство, чрез които се увеличава ефективността и производителността на труда.